# سایوز تی‌ام‌ای-۱۲ام
سایوز-تی‌ام‌ای-۱۲ام (به روسی: Союз )(به معنای اتحاد) یک مأموریت سرنشین دار سازمان ملی فضانوردی روسیه به سمت ایستگاه فضایی بین‌المللی محسوب می‌شود.

همچنین فضاپیمای این مأموریت وظیفه ارسال و بازگرداندن تعدادی از فضانوردان گروه اعزامی ۳۹ و گروه اعزامی ۴۰ را نیز بر عهده داشت.

## خدمه مأموریت
| نام                             | ملیت                | تعداد پرواز | نقش عملیاتی | تصویر |
| الکساندر الکساندرویچ اسکوورتسوف | روسیه               | ۳           | فرمانده     |       |
| اولگ آرتمیف                     | روسیه               | ۱           | مهندس پرواز |       |
| استیون سوانسون                  | ایالات متحده آمریکا | ۲           | مهندس پرواز |       |

## نگارخانه

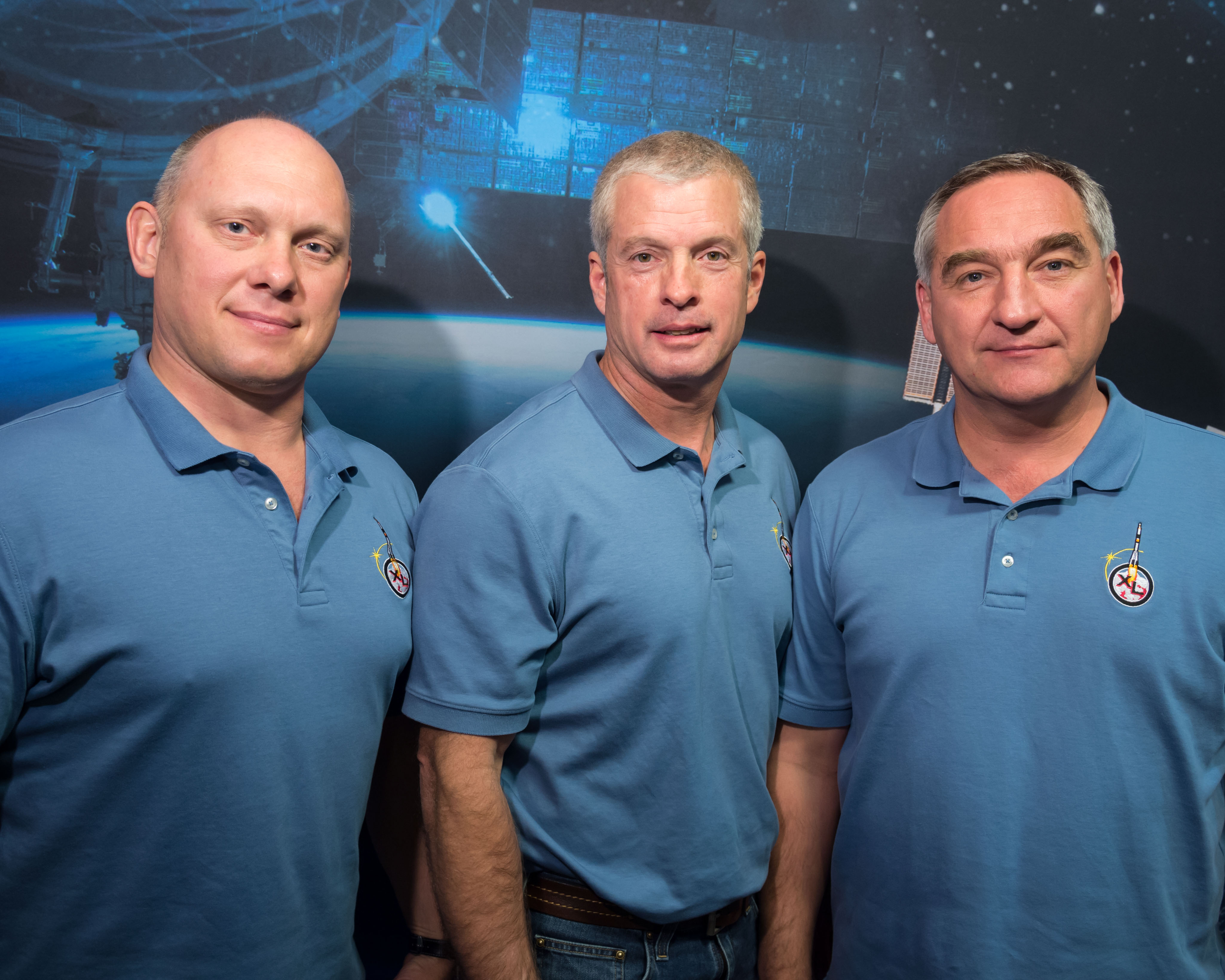
فضانوردان اصلی تی‌ام‌ای-۱۲ام
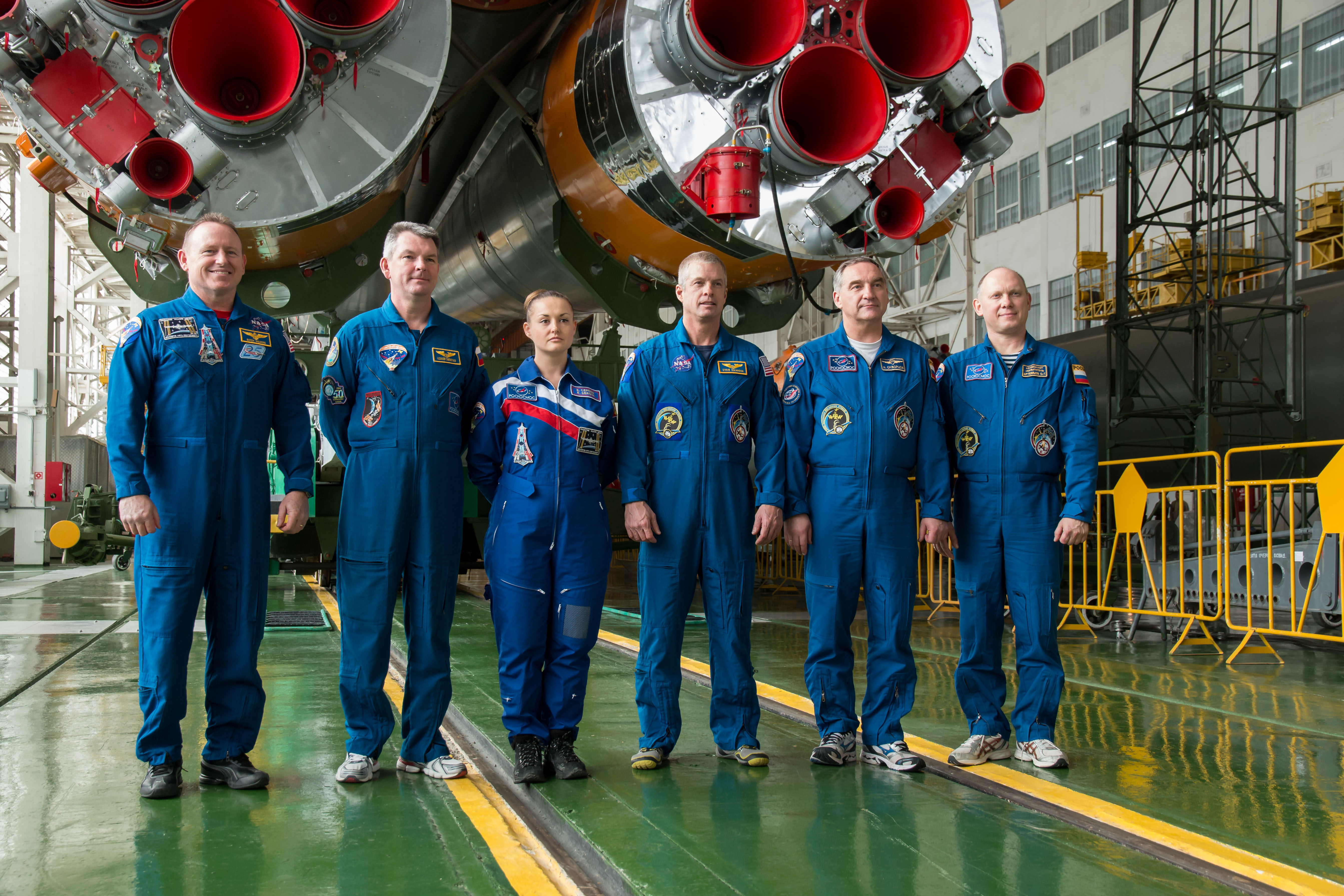
فضانوردان اصلی و پشتیبان تی‌ام‌ای-۱۲ام
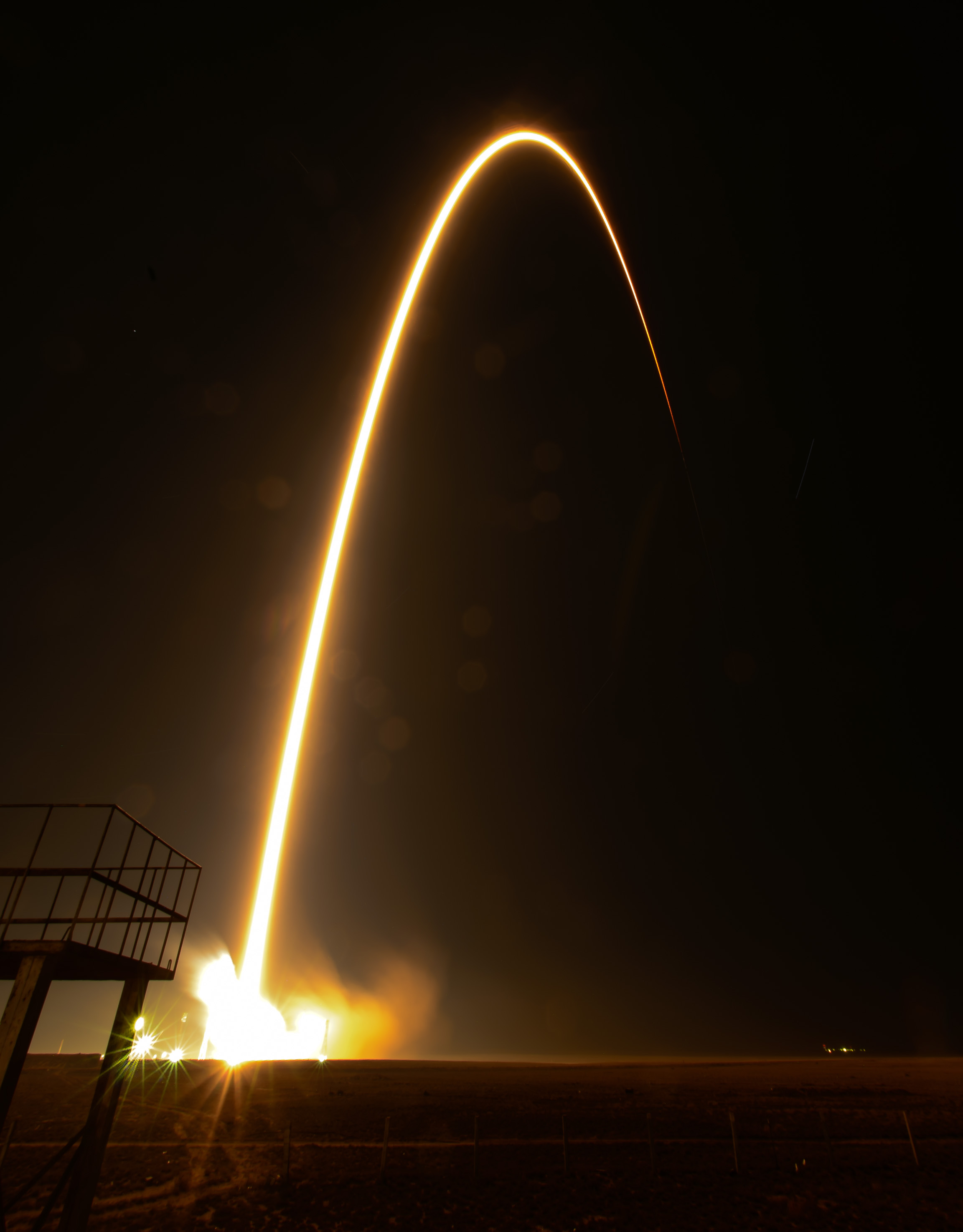
پرتاب تی‌ام‌ای-۱۲ام
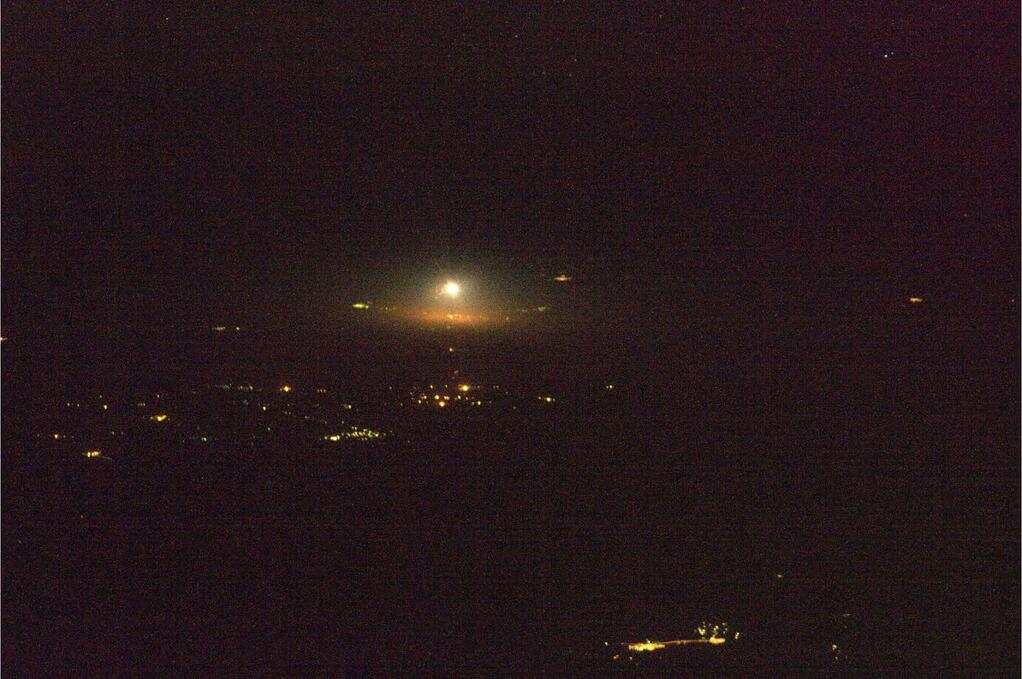
پرتاب تی‌ام‌ای-۱۲ام از دید فضانوردان ساکن ایستگاه
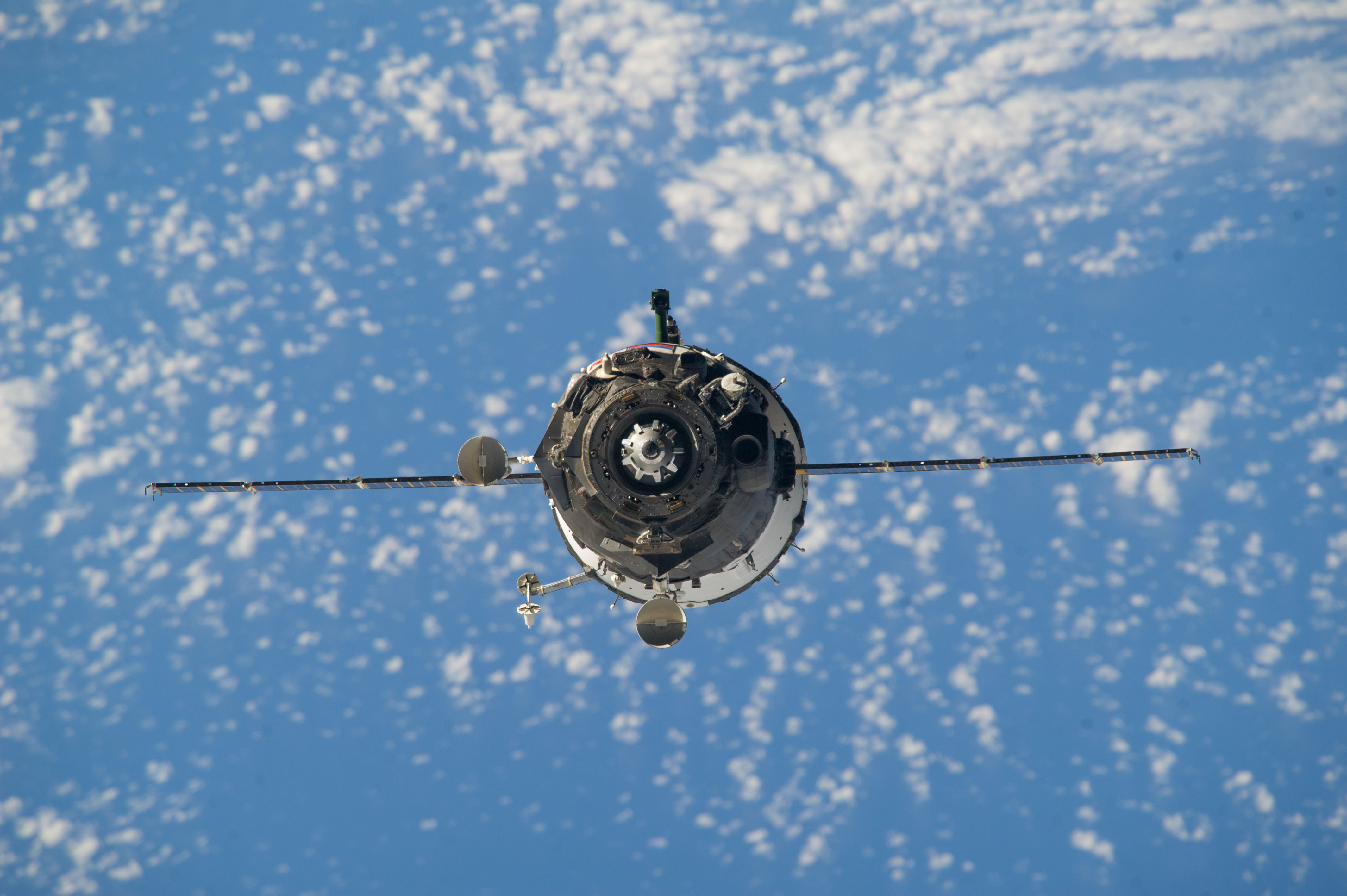
تی‌ام‌ای-۱۲ام برای اتصال به ایستگاه آماده می‌شود
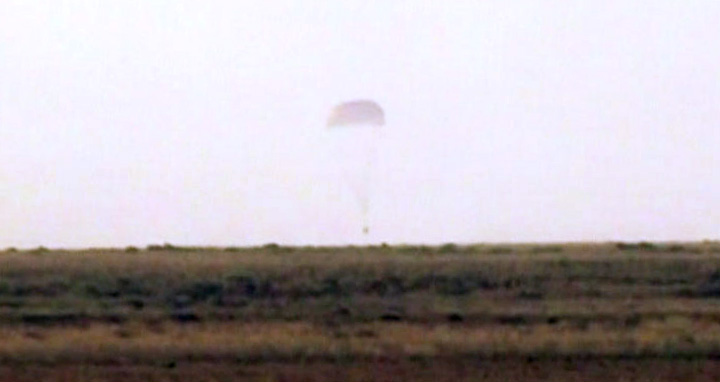
فرود تی‌ام‌ای-۱۲ام
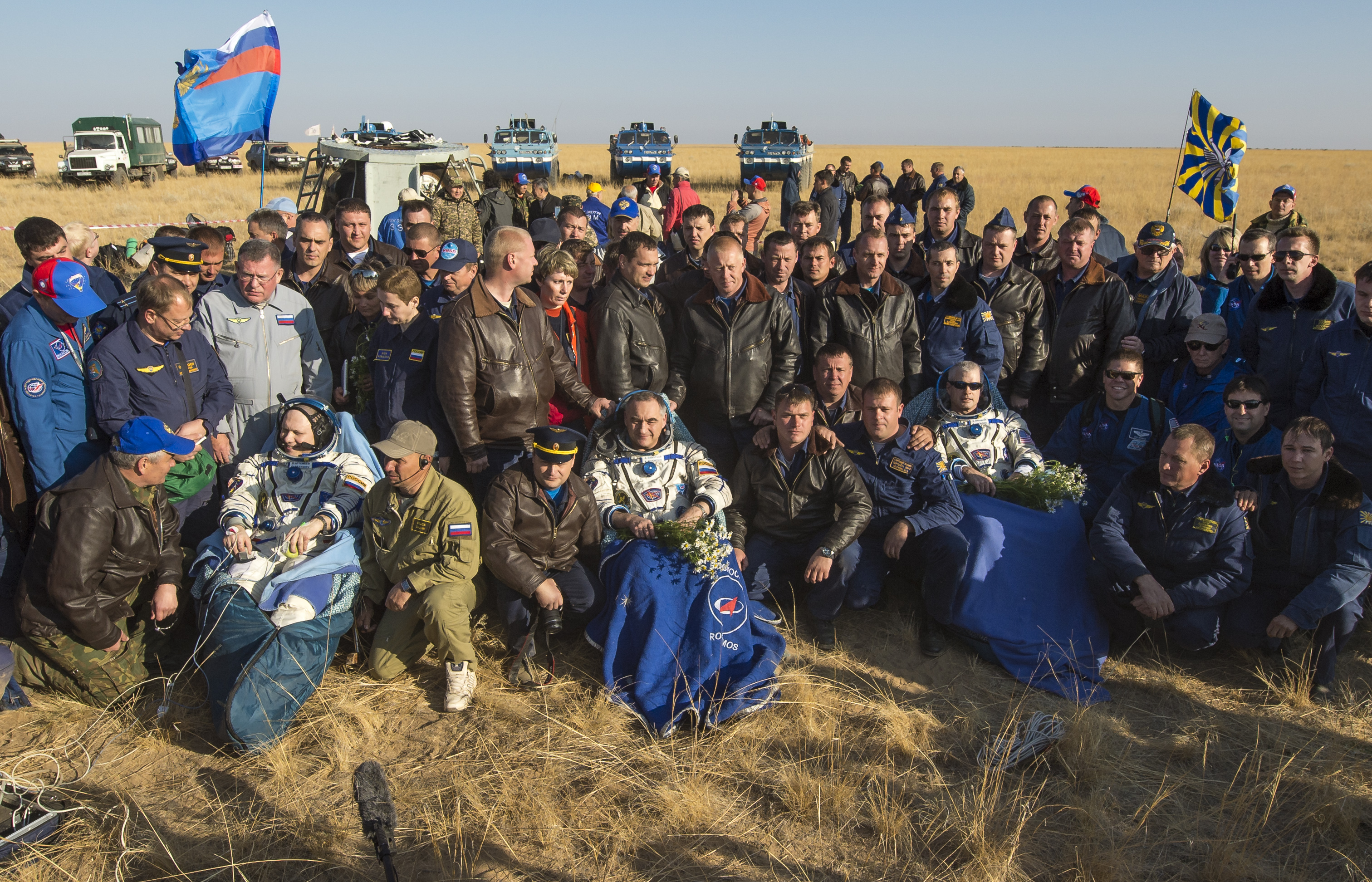
گروه اعزامی ۴۰ پس از فرود